# Hexoplon navajasi
Hexoplon navajasi är en skalbaggsart som beskrevs av Martins 1959. Hexoplon navajasi ingår i släktet Hexoplon och familjen långhorningar.
Artens utbredningsområde är Panama. Inga underarter finns listade i Catalogue of Life.